# Oberbaumbrücke
L'Oberbaumbrücke è un ponte di Berlino a due livelli sul fiume Sprea. Unisce i quartieri di Berlino (Ortsteil) di Friedrichshain e Kreuzberg dal 2001 riuniti nello stesso distretto (Bezirk) di Friedrichshain-Kreuzberg.
Al livello inferiore del ponte passa la strada che collega la Oberbaumstraße a sud del fiume con la Warschauer Straße a nord. Al livello superiore corrono le linee U1 e U3 della metropolitana, che collegano le stazioni Schlesisches Tor e Warschauer Straße.
Dal 1961 al 1989 è stato un "passaggio di confine" pedonale tra Berlino Est e Berlino Ovest.

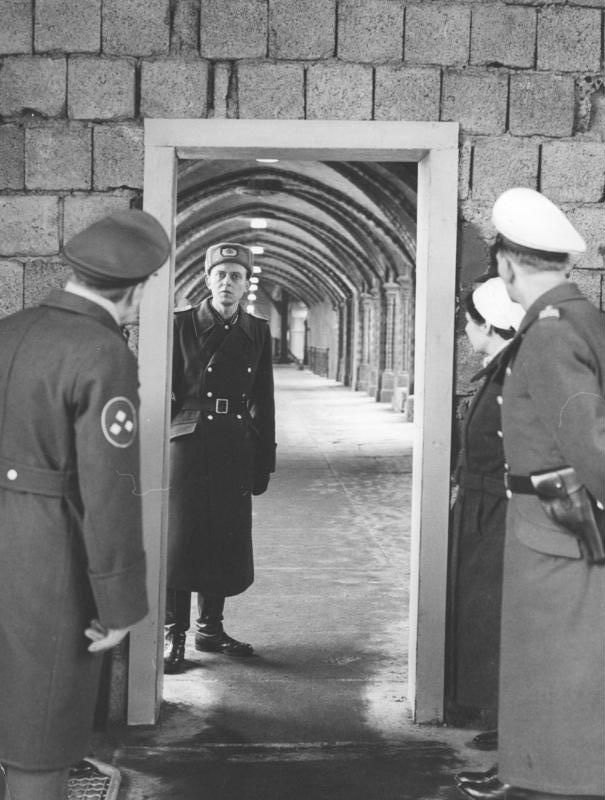
Il Check point sullOberbaumbrücke

## Storia
Il ponte è stato costruito in legno nel 1724 ed è stato per decenni il ponte più lungo di Berlino. Prima della
attuale costruzione, vi era un ponte di legno localizzato più ad ovest sempre lungo il corso della Sprea, in corrispondenza dell'allora dogana. Di notte il corso del fiume era sbarrato da un grosso palo ligneo rinforzato con un'anima di acciaio. Il nome del ponte trae origine proprio dalla presenza di questo palo, detto Baum ("albero"), poiché ricordava il tronco di un albero. L'aggiunta del termine ober era determinato dalla presenza di una simile struttura doganale, detta Unterbaum, posta più a valle lungo il corso della Sprea, non molto distante dall'attuale Reichstag.
Nel 1732 il limite della dogana cittadina venne trasferito più ad est e qui venne edificato un nuovo ponte di legno.
Nel 1895 secondo il progetto dell architetto Otto Stahn il ponte fu restaurato in stile neogotico in una costruzione a sette campate, dotata di due torri alte 34 metri ed ispirate alle costruzioni delle mura cittadine di Prenzlau.
Dal 1902 sulla parte superiore del ponte corrono i binari della linea U1 della metropolitana.
Il ponte è stato pesantemente danneggiato nel corso della seconda guerra mondiale e per disposizione di Adolf Hitler venne fatto saltare il 23 aprile 1945 per ostacolare l'avanzata delle truppe sovietiche.
In seguito fu riedificato e dopo la costruzione del Muro di Berlino, il 13 agosto del 1961, non fu percorribile fino alla riapertura nel 1963 per il solo passaggio pedonale. Dal 1995 viene nuovamente percorso dal traffico automobilistico e dalla linea U1 della metropolitana.

## L'Oberbaumbrücke oggi
Oggi l'Oberbaumbrücke è considerato uno dei monumenti caratteristici della città. Unisce i quartieri di Friedrichshain e Kreuzberg, in precedenza divisi dal Muro di Berlino ed è diventato uno dei simboli della riunificazione della capitale tedesca.
Il 9 novembre 1994, in occasione del quinto anniversario della caduta del Muro, è stata inaugurata una nuova sezione del ponte, realizzata dall'architetto spagnolo Santiago Calatrava.
Dal 1998 l'Oberbaumbrücke è annualmente teatro della cosiddetta Wasserschlacht ("battaglia dell'acqua"), una competizione fra gli abitanti dei quartieri di Friedrichshain e Kreuzberg. Nel corso della manifestazione, che conserva comunque un carattere amichevole, i partecipanti cercano di respingere gli avversari verso il loro quartiere mediante il lancio di frutta e verdura marcescenti. Il nome della manifestazione trae origine dall'impiego anche di idranti artigianali (in tedesco: Wasserwerfer) fabbricati dagli abitanti dei due quartieri.
Nel 1998 il ponte viene immortalato in una sequenza del film Lola corre.